# Відсторонення Віктора Януковича

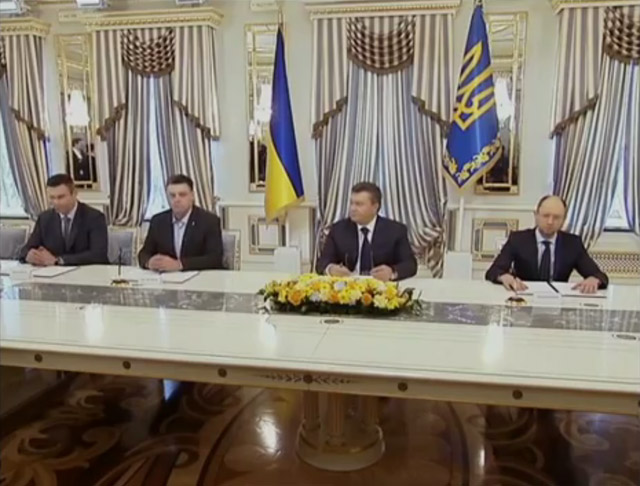
Підписання угоди з представниками опозиції, 21 лютого 2014 року

Відсторо́нення Президе́нта Ві́ктора Януко́вича — усунення Віктора Януковича від виконання ним обов'язків Президента України.

## Підстави
Причиною усунення Януковича стала його втеча з Києва, що призвело до прийняття Верховною Радою України постанови «Про самоусунення Президента України від виконання конституційних повноважень та призначення позачергових виборів Президента України» 22 лютого 2014 року.

## Угода про врегулювання кризи

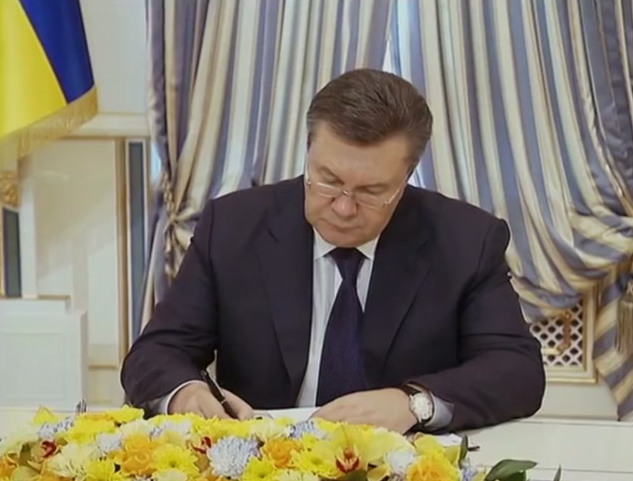
Підписання Віктором Януковичем Угоди про врегулювання кризи в Україні

21 лютого 2014 року Віктор Янукович підписав з лідерами опозиції Арсенієм Яценюком, Віталієм Кличком та Олегом Тягнибоком «Угоду про врегулювання кризи». З боку Європейського союзу угоду своїми підписами засвідчили міністр закордонних справ Німеччини Франк-Вальтер Штайнмайєр міністр закордонних справ Польщі Радослав Сікорський та голова департаменту континентальної Європи МЗС Франції Ерік Фурньє. Водночас російський омбудсмен, який представляв російську сторону, Володимир Лукін підписання угоди проігнорував.
Угода містила 5 пунктів:
- Протягом 48 годин після її підписання відновити дію Конституції України редакції 2004 року, сформувати у Верховній Раді коаліцію та сформувати уряд національної єдності протягом 10 днів.
- Розпочати конституційну реформу, результатом якої стало б врівноваження повноважень Президента, Уряду та Верховної Ради, і завершити її до вересня 2014 року.
- До грудня 2014 року провести президентські вибори за новим виборчим законодавством та за нового складу Центральної виборчої комісії, сформованої відповідно до норм ОБСЄ та Венеційської комісії.
- Розслідування актів насильства під час Євромайдану під спільним контролем влади, опозиції та Ради Європи.
- Утримання влади і опозиції від силового протистояння; відмова влади від введення надзвичайного стану[4].

Попри те, що Рада Майдану підтримала парафування угоди, учасники Євромайдану сприйняли підписання опозицією угоди несхвально. Так, активісти «Демократичного альянсу» та «Громадського сектору» напередодні підписання провели акцію протесту на Хрещатику, «Правий сектор» назвав таку угоду «окозамилюванням», зауваживши, що революція триватиме, а активіст Ігор Луценко закликав бойкотувати угоду.
Увечері 21 лютого на жалобному вічі виступ Віталія Кличка перервав сотник Володимир Парасюк, котрий у своєму зверненні до народу заявив, що «політики не хочуть виконати одну умову — щоб зек пішов геть», а тому висловив ультиматум, підтриманий майданом: Янукович повинен добровільно скласти президентські повноваження до 10 години 22 лютого:
|  | Друзі, я не буду багатослівним. Не хочу розводити тут дурних розмов, якими нас годують два з половиною місяці, я не вірю в ці важкі політичні процеси, про які вони говорять. 77 чоловік поклали голову, а вони домовляються. Я вас дуже прошу: підтримайте ту річ. Я вам кажу від своєї сотні, де є мій батько який приїхав сюди: якщо ви завтра до 10 ранку не виступите із заявою, щоб Янукович ішов у відставку, ми йдемо на штурм зі зброєю, я вам клянуся. |

## Втеча з Києва
За даними відеоспостереження підготовка Януковича до втечі розпочалася в Межигір'ї 19 лютого, коли між владою та опозицією ще велися переговори і не ставилося питання щодо його відставки. Упродовж трьох днів там відбувалися збирання і вивезення цінностей та антикваріату. 21 лютого о 21:24 Янукович особисто проконтролював вивезення речей і покинув Межигір'я, очевидно не плануючи туди повертатися. Відправлення вантажних автомобілів з Межигір'я завершилось о 4 годині ранку 22 лютого Українські ЗМІ повідомили, що о 22:40 21 лютого Янукович вилетів з аеропорту Гостомеля до Харкова. У літаку нібито, крім президента, перебували голова його Адміністрації Андрій Клюєв, голова Верховної Ради Володимир Рибак та бізнесмен Вадим Новинський. 22 лютого джерела в Державному департаменті США заявили, що Янукович перебуває в Харкові, де має взяти участь «у якійсь зустрічі». Виконувач обов'язків міністра внутрішніх справ України Арсен Аваков повідомив, що 22 лютого Державна прикордонна служба затримала неопізнаний літак з президентською охороною, з якого вийшов Віктор Янукович та покинув місце події на автомобілі. У планах Януковича був виліт з Донецька до Росії.
22 лютого в ЗМІ з'явилася інформація, що літак з Віктором Януковичем приземлився на аеродромі Харківського авіазаводу, а сам Президент має намір взяти участь у Харківському з'їзді, на якому нібито планував проголосити про утворення нової держави в південно-східних регіонах України. Російські ЗМІ повідомляли про приземлення президентського літака в аеропорту Фуджейра в ОАЕ, а співачка Руслана повідомила, що літак Януковича не зміг приземлитися в Харкові, побоюючись акцій протесту, та змінив курс на Сочі. Хоча є відео, як Янукович вже в Харкові йде до місця з'їзду, дістає телефон і різко розвертається і біжить в зворотному напрямку.[джерело?]
У січні 2018, в процесі судових слухань щодо державної зради Януковичем співробітник служби охорони Віктор Різниченко повідомив, що Януковича та його охорону російські вертольоти підібрали в Запорізькій області, після чого доставили до Криму.

## Засідання Верховної Ради
22 лютого Верховна Рада України 328 голосами підтримала постанову «Про самоусунення Президента України від виконання конституційних повноважень та призначення позачергових виборів Президента України». Відповідно до постанови Віктор Янукович оголошувався таким, що в неконституційний спосіб самоусунувся від виконання ним своїх конституційних обов'язків Президента України, та відповідно до пункту 7 частини першої статті 85 Конституції України оголошувалося про проведення позачергових виборів Президента 25 травня 2014 року.
| Фракція | Фракція                     | За  | Проти | Утрималося | Не голосувало | Відсутні |
| ------- | --------------------------- | --- | ----- | ---------- | ------------- | -------- |
|         | Партія регіонів             | 36  | 0     | 0          | 2             | 96       |
|         | ВО «Батьківщина»            | 86  | 0     | 0          | 2             | 0        |
|         | УДАР                        | 41  | 0     | 0          | 0             | 1        |
|         | ВО «Свобода»                | 36  | 0     | 0          | 0             | 0        |
|         | Комуністична партія України | 30  | 0     | 0          | 1             | 1        |
|         | Позафракційні               | 99  | 0     | 0          | 1             | 17       |
| Загалом | Загалом                     | 328 | 0     | 0          | 6             | 116      |

Також депутати ухвалили постанову «Про відкликання Рибака В. В. з посади Голови Верховної Ради України» та обрано головою парламенту Олександра Турчинова, який став виконувачем обов'язків Президента України.

## Законність та конституційність усунення Януковича
В. Янукович почав готуватися до втечі 19 лютого 2014 року, втік з Києва 21 лютого 2014 року, не підписав ряд нормативнивних актів, які він був зобов'язаний підписати як президент або накласти на них вето, і тим самим він самоусунувся від виконання обов'язків президента України.
Противники усунення Віктора Януковича від влади заявляють, що його усунення є незаконним та неконституційним, покликаючись на 108, 109, 110, 111, 112 статті Конституції України, якими врегульовано дострокове припинення повноважень президента у разі його:
1. відставки;
2. неможливості виконувати свої повноваження за станом здоров'я;
3. усунення з поста в порядку імпічменту;
4. смерті.

Однак цими та іншими статтями Конституції та будь-яким іншим законами не передбачено процедуру відставки президента у випадку його самовільного незаконного самоусунення від виконання обов'язків президента та зникнення шляхом втечі з країни.  У постанові Верховної Ради України «Про самоусунення Президента України від виконання конституційних повноважень та призначення позачергових виборів Президента України» від 22 лютого 2014 року вказано, що В. Янукович у неконституційний спосіб самоусунувся від здійснення конституційних повноважень та є таким, що не виконує свої обов'язки. Постановою від 23 лютого 2014 року «Про покладення на Голову Верховної Ради України виконання обов'язків Президента України згідно зі статтею 112 Конституції України» Верховна Рада поклала на Голову Верховної Ради України Олександра Турчинова обов'язки президента. Верховна Рада, приймаючи ці постанови, діяла згідно з юридичною концепцією аналогії права і, таким чином, усунула прогалини в Конституції в ситуації, коли президент, порушуючи законодавство, самовільно ухилився від виконання покладених на нього законом президентських функцій шляхом втечі з країни.
З огляду на те, що функції зниклого президента держави необхідно комусь виконувати, Верховна Рада України мала право покласти виконання функції Президента України на Голову Верховної Ради України. Також враховуючи, що Янукович своїми діями де-факто зник, самоусунувся від виконання обов'язків Президента України, чим порушив законодавство, яке покладає на нього виконання обов'язків президента, про що вказано в постанові Верховної Ради України «Про самоусунення Президента України від виконання конституційних повноважень та призначення позачергових виборів Президента України» від 22 лютого 2014 року, ці постанови Верховної Ради України є цілком законними та конституційними. Ці постанови Верховної Ради України були б тоді і тільки тоді незаконними та неконституційними, коли б Конституцією України або іншими законами регулювалось питання усунення президента та призначення виконувача обов'язків Президента України у разі зникнення та самоусунення Президента України за допомогою певної процедури, ніж процедура, яку використала Верховна Рада України. Стаття 111 Конституції яка регулює процедуру усунення Президента Верховною Радою в порядку імпічменту в такому випадку не могла бути застосована, оскільки вона вимагає часу і не передбачає призначення виконуючого обов'язки президента. На час втечі В. Януковича з України ще не був прийнятий закон про імпічмент президента, а імпічмент президента був тільки передбачений нормами 111 статті Конституції України. Подібні закони про імпічмент в інших країнах та закон України «про особливу процедуру усунення Президента України з поста (імпічмент)», який був прийнятий 10 вересня 2019 року, зобов'язують надати слово та  допитати президента в порядку процедури імпічменту, що було неможливо зробити після втечі В. Януковича за кордон.
Конституційний суд України, прийнявши подання від виконуючого обов'язки президента Олександра Турчинова та винісши рішення щодо них, які значаться на сайті Конституційного суду України як рішення 2-рп/2014 і 3-рп/2014, фактично визнав легітимність нового виконуючого обов'язки президента Олександра Турчинова, який був обраний ВР виконуючим обов'язки президента після втечі В. Януковича за кордон.
Противники усунення Віктора Януковича від влади також не беруть до уваги закріплене міжнародним та національним законодавством багатьох країн, включаючи Україну, право на повстання у випадку, якщо сама влада порушує закони, законні права громадян і стає тиранічною, що мало місце в діяльності Януковича на посту президента України. Віктор Янукович втратив легітимність як президент завдяки тривалій злочинній діяльності, яка досягла апогею під час подій Євромайдану Проти В. Януковича було порушено ряд кримінальних справ. Суд присяжних Святошинського районного суду м. Києва своїм вироком від 18 жовтня 2023 року у кримінальному провадженні «Вбивства людей 20 лютого 2014 року під час Євромайдану» підтвердив право на повстання для громадян України під час подій Євромайдану.
Особисто В.Янукович заяву про «самоусунення» або відмову від виконання обов'язків Президента України не подавав, та не визнав постанову Верховної Ради України «Про самоусунення Президента України від виконання конституційних повноважень та призначення позачергових виборів Президента України». Тому питання юридичної кваліфікації подій грудня 2013 року - лютого 2014 року мало бути розглянуто Конституційним Судом України відповідно до Конституції України. 